# إثبات المفهوم

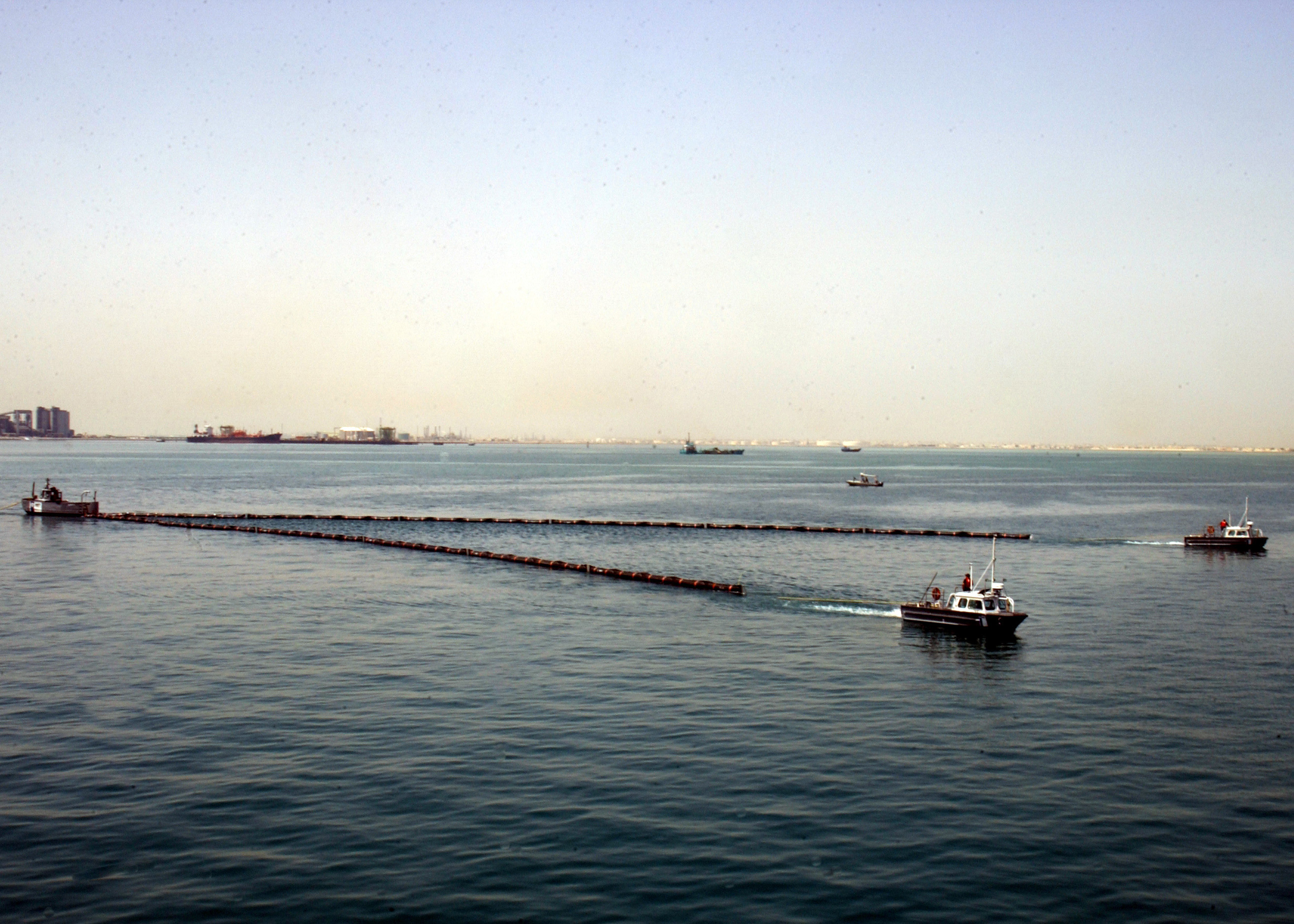

إثبات المفهوم (بالإنجليزية: proof-of-concept)‏  هوإدراك طريقة معينة أو فكرة لإظهار الجدوى منها ، أو ظهورها في مبدأ .  بهدف معاينة إمكانية التطبيق، التنفيذ، أو الاستخدام، ويكون هذا الاثبات عادةً بشكل تطبيق صغير ولا يصل لمرحلة بلوغ المشاريع كما ويمكن أن يكون مكتمل أو غير مكتمل الخصائص.